# Annie Louise Cary
Annie Louisa Cary (Wayne (Maine), 22 oktober 1842 – Norwalk (Connecticut), 3 april 1921) was een Amerikaanse contra-alt van Italiaanse komaf. Ze was gespecialiseerd in opera.
Ze werd geboren binnen het gezin van Nelson Howard Cary en Maria Stockbridge. Ze doorliep de normale scholen totdat in 1866 haar zangkwaliteiten kwamen bovendrijven. Haar eerste studies vonden plaats in Boston. Ze mocht in Milaan studeren bij Giovanni Corsi. In 1868 brak ze haar studie daar af. In 1868 maakte ze ook haar debuut in een Italiaans operagezelschap onder leiding van Achille Lorini dat optrad in Kopenhagen. Haar naam werd toen veritaliaansd tot Luisa Cari. Na deze optredens studeerde ze verder in Baden-Baden bij Pauline Viardot-García en trad toe tot het operagezelschap van Ferdinand Strakosch. In dat seizoen 1869-1870 was ze verbonden aan de Kungliga Operan in Stockholm, ze zong onder meer in La Favorita van Gaetano Donizetti de rol van Leonora tijdens een twintigtal concerten. In 1870 gaf ze een concert in Portland (Maine). Er werd weer verder gestudeerd bij Giovanni Bottesini (dirigent en bariton) in Parijs. Concert gaf ze vervolgens in Brussel. Met Maurice en Max Strakosch vertrok ze naar de Verenigde Staten. Ondertussen bnleef ze studeren in Parijs en Londen. Ze bleef optreden met liederen en opera’s. In de winter van 1875 naar 1876 was ze te horen in Moskou en Sint-Petersburg. De daaropvolgende seizoenen was ze weer te vinden in New York en trad ze toe tot het operagezelschap van Mapleson. Ze nam deel aan festivals waarbij ze soms uitweek naar oratoria. Ze was soms te horen bij het Brooklyn Philharmonic Society.
Op 29 juni 1882 huwde ze Charles Monson Raymond en beëindigde haar actieve loopbaan. Ze zong nog weleens tijdens kerkconcerten en liefdadigheidsconcerten.   
Een enkel concert:
- juni 1868: Ze zong op een aantal avonden verzorgd door een Italiaans Operagezelschap Der Wandere van Franz Schubert en een aria uit Un ballo in maschera en Il barbiere di Siviglia; plaats van een van de concerten was het Christiania Theater met bijbehorend orkest onder Johan Hennum
- 5 juni 1869: In de Vrijmetselaarsloge, een concert met Agathe Backer-Grøndahl met opnieuw Der Wanderer van Franz Schubert

- Gemeinsame Normdatei: 1164202421
- International Standard Name Identifier: 0000 0000 3503 245X
- Library of Congress Control Number: n96046118
- SNAC: w647528s
- Virtual International Authority File: 16490377
- WorldCat: E39PBJp69fqycWXtd8FDftDH4q